# Robert Trivers
Robert Trivers ( * Washington, Estados Unidos, 19 de febrero de 1943) es licenciado en historia y doctorado en biología por la Universidad de Harvard. 
Actualmente es profesor de antropología y ciencias biológicas en la Universidad de Rutgers, de pediatría en UMDNJ y de psicología en la Universidad Harvard. Sus investigaciones se centran en la teoría social basada en la selección natural (donde nace su teoría del autoengaño) y en la biología de los elementos genéticos egoístas. Sus análisis sobre el altruismo recíproco, la inversión parental, la selección sexual, el conflicto paterno-filial, la proporción de sexos y el engaño y autoengaño, son un referente constante en la literatura científica. La revista Time le considera uno de los cien pensadores y científicos más importantes del siglo XX. Es miembro de la Academia Americana de las Artes y las Ciencias.

## Carrera
Trivers estudió teoría de la evolución como alumno de Ernst Mayr y William Drury en Harvard desde 1968 hasta 1972, cuando obtuvo su doctorado en biología. En Harvard, publicó una serie de artículos influyentes en biología evolutiva. Su primer artículo importante como estudiante de posgrado fue The Evolution of Reciprocal Altruism, publicado en 1971. En este artículo, Trivers ofrece una explicación a la incógnita de la cooperación entre individuos no relacionados. Su próximo trabajo importante, Parental Investment and Sexual Selection, se publicó al año siguiente. Aquí Trivers propuso un marco general para comprender la selección sexual que había eludido a los pensadores evolutivos desde Charles Darwin. Posiblemente su artículo más importante, surgió al observar palomas machos y hembras por la ventana de su apartamento del tercer piso en Cambridge, Massachusetts, y al leer un artículo de 1948 de Angus Bateman ("Selección intrasexual en Drosophila") que demostraba que las diferencias de sexo en la intensidad de la selección en moscas de la fruta se basaron en su capacidad para obtener parejas. La idea principal de Trivers fue que la variable clave subyacente a la evolución de las diferencias sexuales entre especies era la inversión relativa de los padres en la descendencia.

## Suspensión en la Universidad y relación con Jeffrey Epstein
En 2015, la Universidad de Rutgers suspendió a Trivers, pero manteniendo el sueldo, por no querer impartir la asignatura Agresión Humana, que le había asignado el departamento de Antropología. Trivers alegó que no sabía nada sobre la materia.
Durante años, el condenado por tráfico de menores Jeffrey Epstein proporcionó una generosa financiación a varios académicos destacados cuyo trabajo es relevante para la psicología evolutiva, sobre todo al biólogo matemático Martin Nowak y Robert Trivers, el cual llegó a recibir más de 150 mil dólares de Epstein. Trivers defendió en una ocasión a Epstein y sus crímenes cuando se le preguntó sobre el asunto, alegando que "Cuando [las niñas tienen] 14 o 15 años, son como las mujeres adultas hace 60 años, así que no veo estos actos tan atroces”. Más tarde se disculpó por sus comentarios.

## Publicaciones significativas
- Trivers, R. L. 1971. The evolution of reciprocal altruism. Quarterly Review of Biology, 46, 35-57

- Trivers, R. L. 1972. Parental investment and sexual selection. En B. Campbell (Ed.) Sexual selection and the descent of man, 1871-1971 (pp 136-179). Chicago, Aldine

- Trivers R.L. & Willard, D. E. 1973. Natural selection of parental ability to vary the sex ratio of offspring. Science, 179(68), 90-2 pubmed

- Trivers, R. L. 1974. Parent-offspring conflict. American Zoologist, 14, 249-264

- Trivers, R. L. & Hare R. 1976. Haplodiploidy and the evolution of the social insects. Science, 191(4224), 250-263 pubmed

- Trivers, R. L. 1991. Deceit and self-deception: The relationship between communication and consciousness. En: M. Robinson & L. Tiger (eds.) Man and Beast Revisited, Smithsonian, Washington, DC, pp. 175-191

## Libros
- (1985) Social Evolution. Benjamin/Cummings, Menlo Park, CA.
- (2002) Natural Selection and Social Theory: Selected Papers of Robert L. Trivers. (Evolution and Cognition Series) Oxford University Press, Oxford. ISBN 0-19-513062-6
- Burt, A. & Trivers, R. L. (2006) Genes in Conflict : The Biology of Selfish Genetic Elements. Belknap Press, Harvard. ISBN 0-674-01713-7
- Trivers R, Palestis BG, Zaatari D. (2009) The Anatomy of a Fraud: Symmetry and Dance TPZ Publishers ISBN 978-0-615-28756-0
- La insensatez de los necios. La lógica del engaño y el autoengaño en la vida humana. Katz Editores. 2013. ISBN 9788492946532.

- Vida indómita. Aventuras de un biólogo evolutivo. Antoni Bosch. 2017. ISBN 978-84-946103-4-9.